# Dieter Baumann
Dieter Baumann (født 9. februar 1965 i Blaustein, Vesttyskland) er en tysk tidligere atletikudøver (mellem- og langdistanceløber), der vandt guld på 5000 meter-distancen ved OL 1992 i Barcelona og ved EM i Helsingfors i 1994. 

## Atletikkarriere
I slutningen af 1980'erne begyndte Baumann at lave gode internationale resultater, og i 1987 hentede han sin første medalje ved et stort mesterskab, da han blev nummer to på 3000 meter løb ved indendørs-EM.
Han vandt det vesttyske meterskab i 5000 meter løb og kom derpå med til OL 1988 i Seoul, hvor han med en sjetteplads i indledende heat og en tredjeplads i semifinalen kom i finalen. Her lagde kenyaneren John Ngugi sig snart i spidsen og blev aldrig rigtig truet, så han vandt guld med et forspring på næsten fire sekunder ned til Baumann, der blev en lidt overraskende sølvvinder, mens Hansjörg Kunze fra DDR blev nummer tre, 0,21 sekunder efter Baumann.
I 1989 vandt han 3000 m indendørs ved EM, og ved VM blev han nummer tre på samme distance. I 1990 var han skadet en stor del af sæsonen, og han var heller ikke helt på toppen i 1991, hvor han blev nummer fire ved VM på 5000 m.
Forud for OL 1992 satte Baumann ny tysk rekord på 5000 m, og ved OL var de afrikanske løbere store favoritter på distancen. Baumann vandt sit indledende heat og var dermed i finalen. Her fulgte han med en gruppe på fem afrikanere, der trak fra feltet efter omkring tre kilometer, men tempoet var ikke så højt i løbet, hvilket favoriserede Baumann, der også var stærk på kortere distancer. På den sidste omgang blev han lukket inde af fire af de øvrige løbere, og han var derfor nødt til at passere de fleste af konkurrenterne på ydersiden, indtil han kort før mål kunne løbe forbi etiopieren Fita Bayissa på indersiden og løbe i mål som olympisk mester. Kenyaneren Paul Bitok hentede også Bayissa til sidst og blev nummer to, mens Bayissa sikrede sig bronzemedaljen.
OL-guldet blev Baumanns største triumf i karrieren, men han vandt desuden EM-guld i 1994 på 5000 meter og EM-sølv i både 1998 og 2002 på 10.000 meter. Ved OL 1996 i Atlanta blev han nummer fire på 5000 meter.
Baumann blev i 1999 testet positiv for brug af nandrolon og idømt to års karantæne. Han havde hidtil i karrieren været stærk modstander af brugen af den type præstationsfremmende midler, og da androlonen blev fundet i hans tandpastatube, hævdede han, at stoffet måtte være injiceret i tandpastaen af andre personer. I et forsøg på at bevise sin uskyld indvilligede både han og hans hustru i at tage en test i en løgnedetektor. Denne viste med 95 % sandsynlighed, at Baumann talte sandt, når han hævdede ikke bevidst at have taget doping. Det blev aldrig endeligt opklaret, hvordan han blev dopet, og han skrev i 2004 en bog om forløbet med titlen Ich will laufen! Der Fall Dieter Baumann.
Han stoppede sin aktive karriere i 2003. Han har pr. 2020 fortsat de tyske rekorder på 3000 m, 5000 m og 10.000 m.

## Øvrige karriere
Fra 1995 arbejdede Baumann som fototekniker. Han har skrevet klummer til blade og havde på et tidspunkt et komedieprogram på tv. Udover bogen om dopingaffæren har flere bøger om løb. Han er gift med sin mangeårige træner, Isabell Holzang, der desuden har været træner for det tyske landshold i langdistanceløb. Parrets datter, Jackie Baumann, er løber og deltog i OL 2016 i 400 meter hækkeløb.